# حزام الضغط المرتفع شبه المداري

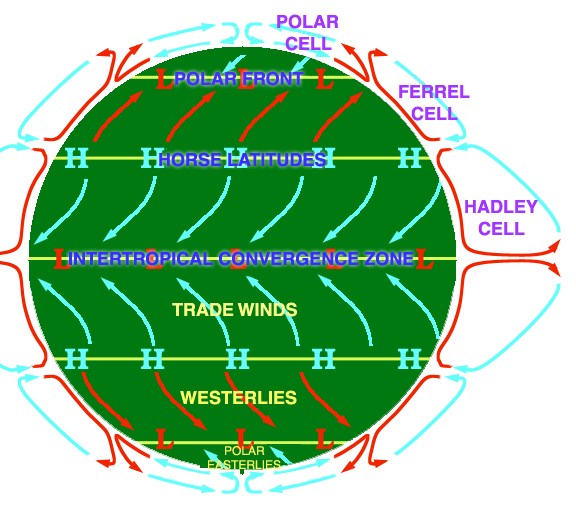

حزام الضغط المرتفع شبه المداري Subtropical High Pressuer Belt
هو ذاك الحزام من الضغط الجوي المرتفع الممتد عرضانياً (شرق-غرب)المتمركز حول خط عرض 30 شمالاً وجنوباً، وسبب وجود هذا الضغط يعود إلى هبوط كتل كبيرة من الهواء في الجزء العلوي من الغلاف المتغير (التروبوبسفير)، غير أن هذا الحزام يتصف بعدم تواصله، حيث أنه يتجزأ إلى حجيرات نتيجة تداخل كتل اليابس والماء، واختلاف مظاهر السطح، وتشكل حجيرات الضغط المرتفع شبه المداري في نصفي الكرة مصدر الرياح التجارية والرياح العكسية (غربيات العروض الوسطى).
المصدر: المعجم الجغرافي المناخي